# Chleb jurajski
Chleb jurajski – regionalny produkt piekarski, charakterystyczny dla województwa małopolskiego, 29 października 2008 wpisany na polską listę produktów tradycyjnych.

## Historia
Historia wypieku sięga lat 20. XX wieku. Zmiany w procesie produkcyjnym od tego czasu dotyczyły jedynie zastosowania nowocześniejszych urządzeń piekarniczych, nie receptury, która zakłada dodatek płatków ziemniaczanych do ciasta. Początkowo pieczony był w gospodarstwach domowych oraz małych piekarniach na terenie gminy Klucze (Jura Krakowsko–Częstochowska): Ryczówek, Rodaki, Kwaśniów, Chechło i Klucze. 

## Charakterystyka
Chleb jest podłużny (70 cm), zwężający się przy piętce. Waży 1500 gramów. Jego skórka jest brązowa, przechodząca czasami do ciemnobrązowej. Na wierzchu znajduje się delikatna posypka z mąki żytniej, a także niewielkie ślady odciśnięte od koszyka, w którym się znajdował. Zapach jest charakterystyczny dla wypieków produkowanych na kwasie żytnim.